# ŽBK Boerevestnik Leningrad
Zjenskij basketbolnyj kloeb Boerevestnik Leningrad (Russisch: Женский Баскетбольный клуб Буревестник Ленинград) was een professionele damesbasketbalclub uit Leningrad (Rusland).

## Geschiedenis
Het team werd in 1936 opgericht als "Boerevestnik" (Stormvogels), op basis van de Union of Cooperation and State Trade Club (SKiG). Het mannen en vrouwen team nam deel aan het eerste clubkampioenschap van de USSR (1937). In de seizoenen 1937/38 en 1939/40 werd het team vijfde om het Landskampioen van de Sovjet-Unie. In 1938/39 werden ze vierde. Na de oorlog trad het dames studententeam van Leningrad op in de grote competities onder de naam Iskra (1951-54), (derde in 1953), en ten slotte opnieuw "Boerevestnik" (1955-91). De beste prestatie - 2e plaats in het nationale kampioenschap in 1964. Ze werden ook twee keer derde in 1961 en 1968. In 1991 nam het damesteam voor het laatst deel aan het landskampioenschap van de Sovjet-Unie.

## Erelijst
- Landskampioen Sovjet-Unie:
  - Tweede: 1964
  - Derde: 1953, 1961, 1968

## Bekende (oud)-spelers
- - Galina Dronova
- - Serafima Jeremkina
- - Nina Novikova
- - Ljoedmila Popkova
- - Nina Poznanskaja
- - Jelena Vasilieva
- - Nina Zaznobina

## Bekende (oud)-coaches
- - Michail Kroetikov (1936-1951)
- - Viktor Razzjivin (1951-1954)
- - Vladimir Zjeldin (1970-1972)